# ホンシメジ

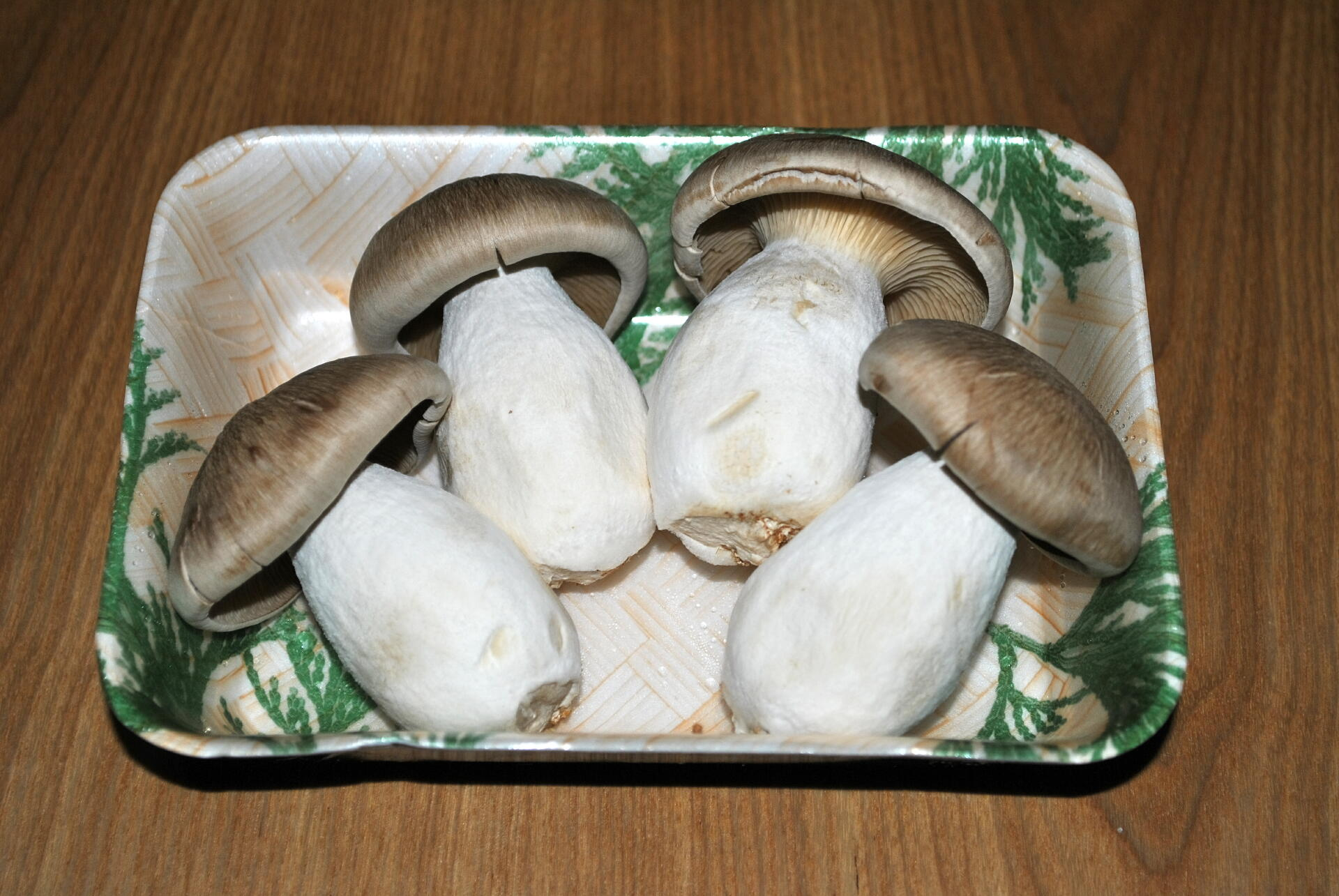
菌床栽培品

ホンシメジ（本占地・本湿地、学名: Lyophyllum shimeji ）はシメジ科シメジ属のキノコ。別名ダイコクシメジ（大黒占地）。「香りマツタケ、味シメジ」で知られる中・大型の食用キノコの一種で、シメジとよばれるキノコは多数あるが、これこそが本物のシメジということからホンシメジの和名が名付けられている。単にシメジ（占地）ということもあるが、これは混乱を招く呼び方である（詳細はシメジを参照）。地域により、クロシメジ、カブシメジ、タイコクシメジなどの地方名でもよばれる。

## 分布・生態
日本固有種。
外生菌根菌。秋になると、アカマツが混じるコナラなどの雑木林に発生し、毎年同じ場所に生える。これらの樹木に菌根をつくって生活し、子実体は地上に単生したり、大きな株になって群生するものがある。ときに菌輪を形成することもある。落ち葉や下草など有機物の少ない貧栄養の森に発生し、炭焼き小屋の周囲に出ることが知られている。まれにシイ・カシ林に生える。手入れされなくなって里山が荒れてくると発生が少なくなる。

## 形態
傘は高さ3 - 10センチメートル (cm) 。初め半球形からまんじゅう形（丸山形）で、後に平らに開く。色は暗灰褐色（ねずみ色）から淡灰褐色で、細かい白色のかすり模様があり、傘の中央の灰色は濃い。表面はなめらか。ヒダはやや密で、白色から淡黄色をしており、柄に湾生または直生する。柄は長さ3 - 13 cmあまりで、白色、下部がとっくり状に膨らむ。肉は白色で、緻密で美味。菌株により異なるが、菌糸の成長温度は5 - 32℃で、最適温度は25 - 26℃。子実体の発生温度は15℃前後。

## 分類
従来ホンシメジの属しているシメジ属はキシメジ科に属していたが、分子系統解析の発達によって現在では独立したシメジ科に属するとされている。シャカシメジとハタケシメジは本種の近縁種で、どちらも優れた食用菌として知られる。

## 名称の混乱
かつて「ホンシメジ」という名で日本全国に流通していたキノコの多くは、本種ではなくブナシメジの栽培品であった。20世紀末ごろからは消費者を誤解させるおそれがあるとして、ブナシメジをホンシメジと称して販売するこの慣習は改められている。

## 食用
｢香りマツタケ、味シメジ｣と言われるように、キノコのなかでも有数の強いうまみを持つ優れた食用菌として知られる。野生ものの採取時期は、初秋から晩秋にかけて。クセがなく、味、風味とも群を抜き、緻密な肉質で歯切れや舌触りも高いと評されている。稀少な高級キノコでどんな料理にも合うが、多量に含まれるグルタミン酸などの旨み成分を生かして、鍋物や汁物などの和風料理には最適で、薄味で仕上げたほうがホンシメジの味のよさが生きてくる。湯がいて下処理をし、澄まし汁、味噌汁、生で土瓶蒸し、天ぷら、卵とじ、鶏肉の煮物、炊き込みご飯などに向く。

## 人工栽培
菌根菌であるため、マツタケ同様に人工栽培は困難とされてきたキノコであるが、子実体をつくりやすい系統を使って菌床人工栽培が可能になっている。これにより菌床栽培品が2004年から市場に流通しはじめている。ホンシメジの栽培品は、柄が下ぶくれとなる典型的な大黒型をしている。

### 菌床栽培
1999年、タカラバイオなどにより、一部の菌株が菌根菌としては例外的にデンプンを分解できる性質を利用し、赤玉土と大麦などの穀物粒を主成分とした菌糸瓶法などによる人工栽培が成功している。菌糸は窒素と鉄の要求性が高く、炭素源は単糖類の他にデンプンも利用できる。至適成長 pH は 5.4前後とされる。本菌は、デンプン分解酵素であるアミラーゼ活性を持つことを利用したデンプン添加培地で、商業栽培が可能となっている。2010年時点で、外生菌根菌が商業栽培されているのは、このホンシメジだけである。
また、栽培経費の低減を目的としてトウモロコシ粉とブナオガクズを用いた培地での試験栽培において、子実体を発生させることに成功しているが、米ぬかを培地とした場合は栽培に失敗している。

### 林間栽培
樹齢15 - 25年程度の若いコナラやアカマツなどの林で、低木や草、落葉の除去を行う。更に発生率を高めるために、苗木に培養菌糸を感染させて未発生林に定植し、菌根を形成させて子実体を発生させる。

### 鉢栽培
取り木(幹に傷を付け樹皮を剥き、ミズゴケなどで包み発根させる方法)により育成したアカマツの苗木を、純粋培養した菌糸塊とともに植木鉢に植え子実体を発生させる。

## 似ているキノコ
有毒のクサウラベニタケ（Entoloma sp.）はキノコ狩りで間違えやすいキノコのひとつであるが、クサウラベニタケは傘裏のヒダが成熟すると肉色（ピンク色）になるが、ホンシメジはほぼ白色のままである。